# Тарифні пільги
Тарифні пільги (тарифні преференції) — це пільги, що надаються державою у процесі реалізації її зовнішньоекономічної політики на умовах взаємності чи в односторонньому порядку щодо товарів, які переміщуються через митний кордон держави, як звільнення від справляння мита, зниження ставок мита або встановлення тарифних квот на ввезення товарів.